# Kenneth L. Hale
Kenneth L. Hale (Evanston, 15 de agosto de 1934 — Lexington, 8 de outubro de 2001), também conhecido como Ken Hale, foi um linguista estadunidense. Professor do Instituto Tecnológico de Massachusetts, estudou diversas línguas ameaçadas de extinção à época, especialmente línguas indígenas da América do Norte, América Central e Austrália. Os trabalhos de Hale incluem navaho, warlpiri, entre outras.
Entre suas principais contribuições para a teoria linguística, estava a hipótese de que certas línguas eram não configuracionais, sem a estrutura sintática característica de línguas como o inglês.